# Noqţeh Bandī
Noqţeh Bandī (persiska: نقطه بندی) är en ort i Iran.   Den ligger i provinsen Zanjan, i den nordvästra delen av landet, 270 km väster om huvudstaden Teheran. Noqţeh Bandī ligger 1 701 meter över havet och antalet invånare är 102.
Terrängen runt Noqţeh Bandī är platt åt sydost, men åt nordväst är den kuperad. Noqţeh Bandī ligger nere i en dal. Runt Noqţeh Bandī är det ganska tätbefolkat, med 80 invånare per kvadratkilometer. Närmaste större samhälle är Zanjan, 10,5 km nordväst om Noqţeh Bandī. Trakten runt Noqţeh Bandī består i huvudsak av gräsmarker.